# 呉勝虎
呉 勝虎（朝鮮語: 오승호 オ・スンホ、英語: O Sung Ho）は、朝鮮民主主義人民共和国の外交官、大使。在ロシア公使、在ロシア臨時代理大使、外務省第3局長を経て、2017年12月18日に在モンゴル大使を拝命。2018年1月8日、ハルトマーギーン・バトトルガ大統領に信任状を捧呈した。